# Never Let Me Down
Never Let Me Down ist das 17. Studioalbum von David Bowie und erschien am 20. April 1987 bei EMI America Records.

## Entstehung und Stil
Aufgenommen wurde von September bis November 1986 in den Mountain Studios (Montreux) und im Studio Power Station (New York City). Bowie produzierte das Album mit David Richards; er strebte eine Veränderung bezüglich der Produktion an, da er vom Vorgängeralbum Tonight enttäuscht war. Als Gastmusiker ist Peter Frampton zu hören. Das Album changiert zwischen Pop-Rock, Artrock und Hard Rock/AOR. Bowie selbst sah es als eine Rückkehr zum Rock ’n’ Roll.

## Titelliste
Erstmals erschienen bei einem Bowie-Album die Vinylausgabe und die CD-Ausgabe mit unterschiedlichen Laufzeiten, bei der letzteren hatten fast alle Titel eine längere Laufzeit. Alle Titel wurden von Bowie geschrieben, außer wo angegeben.

### LP-Ausgabe
| No. | Titel             | Autoren              | Länge |
| --- | ----------------- | -------------------- | ----- |
| 1.  | Day-In Day-Out    |                      | 4:38  |
| 2.  | Time Will Crawl   |                      | 4:18  |
| 3.  | Beat of Your Drum |                      | 4:32  |
| 4.  | Never Let Me Down | Bowie, Carlos Alomar | 4:03  |
| 5.  | Zeroes            |                      | 5:46  |

| No.          | Titel                         | Autoren               | Länge |
| ------------ | ----------------------------- | --------------------- | ----- |
| 1.           | Glass Spider                  |                       | 4:56  |
| 2.           | Shining Star (Makin’ My Love) |                       | 4:05  |
| 3.           | New York’s in Love            |                       | 3:55  |
| 4.           | ’87 and Cry                   |                       | 3:53  |
| 5.           | Too Dizzy                     | Bowie, Erdal Kızılçay | 3:58  |
| 6.           | Bang Bang                     | Iggy Pop, Ivan Kral   | 4:02  |
| Gesamtlänge: | Gesamtlänge:                  | Gesamtlänge:          | 48:06 |

### CD-Ausgabe
| No.         | Titel                         | Autoren         | Länge |
| ----------- | ----------------------------- | --------------- | ----- |
| 1.          | Day-In Day-Out                |                 | 5:35  |
| 2.          | Time Will Crawl               |                 | 4:18  |
| 3.          | Beat of Your Drum             |                 | 5:03  |
| 4.          | Never Let Me Down             | Bowie, Alomar   | 4:03  |
| 5.          | Zeroes                        |                 | 5:46  |
| 6.          | Glass Spider                  |                 | 5:30  |
| 7.          | Shining Star (Makin’ My Love) |                 | 5:04  |
| 8.          | New York’s in Love            |                 | 4:32  |
| 9.          | ’87 and Cry                   |                 | 4:18  |
| 10.         | Too Dizzy                     | Bowie, Kızılçay | 3:58  |
| 11.         | Bang Bang                     | Pop, Kral       | 4:28  |
| Gesamtlänge | Gesamtlänge                   | Gesamtlänge     | 53:07 |

## Rezensionen
Stephen Thomas Erlewine von AllMusic schrieb: „David Bowie broke away from the mainstream pop of Tonight with 1987’s Never Let Me Down, turning out a jumbled mix of loud guitar rockers and art rock experiments like the failed Glass Spider. While it’s not as consistent as Tonight, it’s far more interesting, with the John Lennon homage of the title track being one of his most underrated songs.“

## Kommerzieller Erfolg

### Chartplatzierungen
| ChartsChartplatzierungen       | Höchstplatzierung | Wochen |
| ------------------------------ | ----------------- | ------ |
| Deutschland (GfK)              | 11 (19 Wo.)       | 19     |
| Österreich (Ö3)                | 3 (16 Wo.)        | 16     |
| Schweiz (IFPI)                 | 18 (3 Wo.)        | 3      |
| Vereinigte Staaten (Billboard) | 34 (26 Wo.)       | 26     |
| Vereinigtes Königreich (OCC)   | 6 (16 Wo.)        | 16     |

| ChartsJahrescharts (1987) | Platzierung |
| ------------------------- | ----------- |
| Deutschland (GfK)         | 69          |
| Österreich (Ö3)           | 23          |

### Auszeichnungen für Musikverkäufe
| Land/Region                  | Auszeichnungen für Musikverkäufe (Land/Region, Auszeichnung, Verkäufe) | Verkäufe |
| ---------------------------- | ---------------------------------------------------------------------- | -------- |
| Frankreich (SNEP)            | Gold                                                                   | 100.000  |
| Kanada (MC)                  | Platin                                                                 | 100.000  |
| Vereinigte Staaten (RIAA)    | Gold                                                                   | 500.000  |
| Vereinigtes Königreich (BPI) | Gold                                                                   | 100.000  |
| Insgesamt                    | 3× Gold · 1× Platin ·                                                  | 800.000  |

Hauptartikel: David Bowie/Auszeichnungen für Musikverkäufe